# 金日成勲章
金日成勲章(キム・イルソンくんしょう、朝鮮語:김일성훈장)は、朝鮮民主主義人民共和国の勲章。1972年3月20日に制定された。
金日成国家主席の息子である金正日総書記は、1978年9月と1992年4月にこの勲章を受章している。また、2012年3月29日には金正日の息子である金正恩第一書記が同勲章を受章した。その他にも、最高人民会議代議員であった韓徳銖や、朝鮮人民軍総参謀長であった呉振宇など、北朝鮮国内で一定の地位についていた者へも贈られている。